# Lasiurus cinereus
Lasiurus cinereus là một loài động vật có vú trong họ Dơi muỗi, bộ Dơi. Loài này được Palisot de Beauvois mô tả năm 1796.

## Hình ảnh

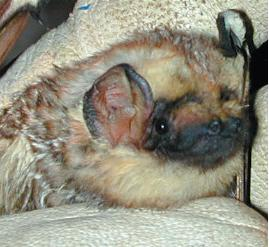
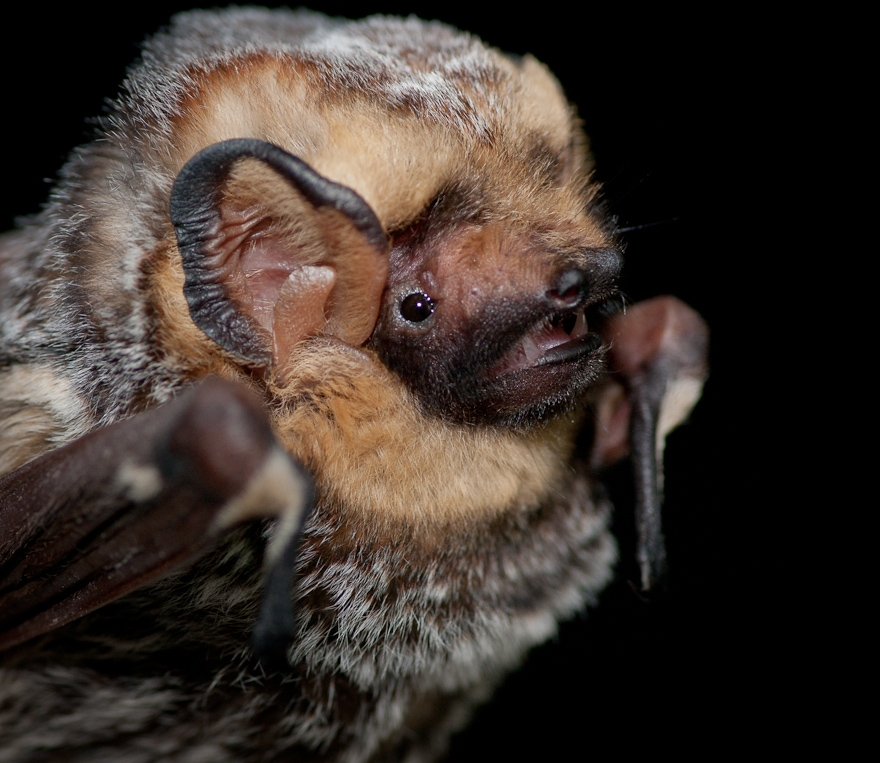
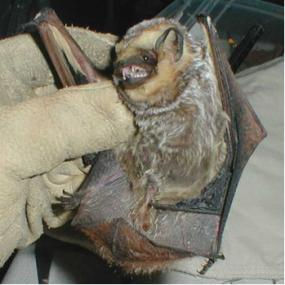
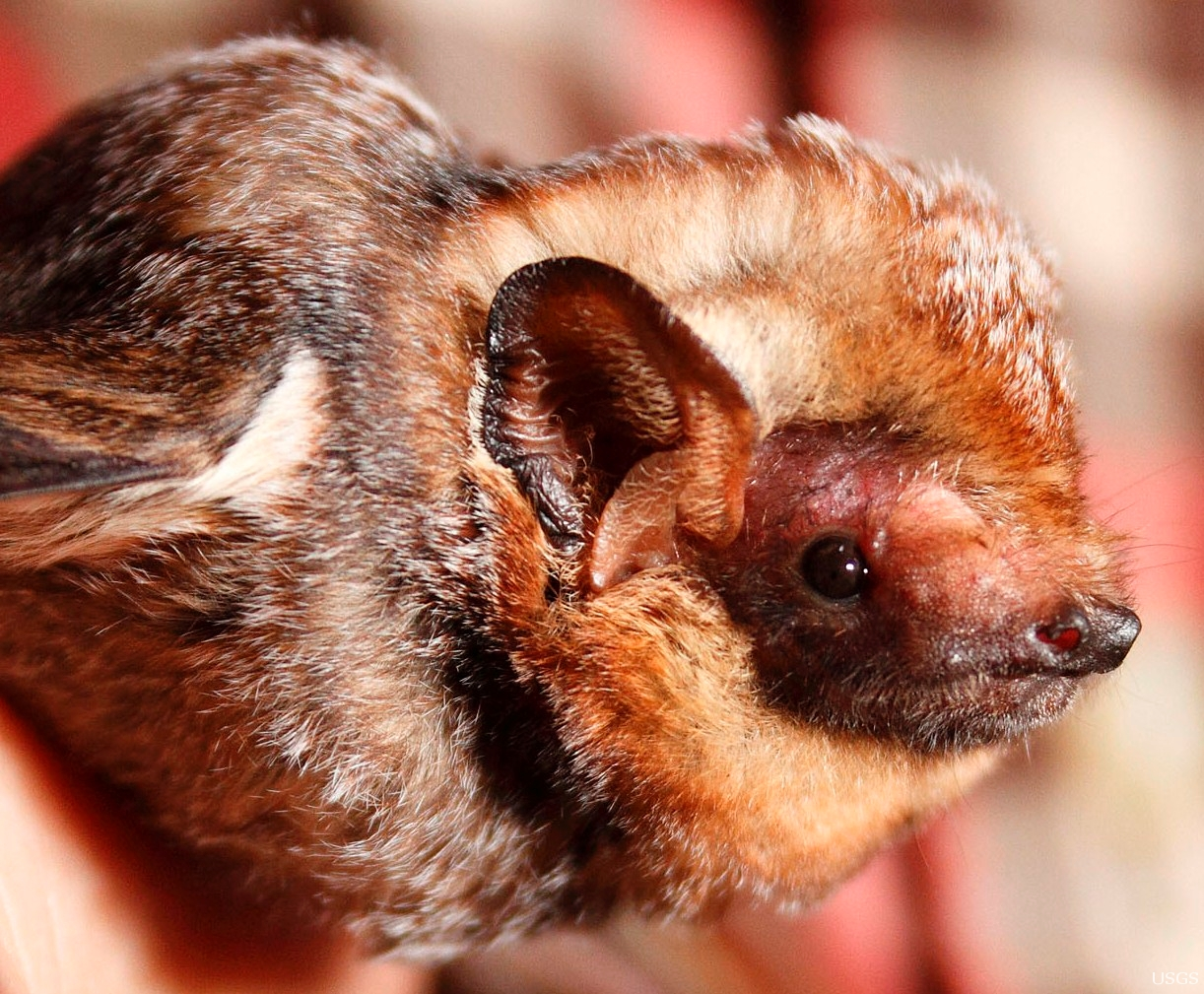